# Trevesia arborea
Trevesia arborea là một loài thực vật có hoa trong Họ Cuồng. Loài này được Merr. miêu tả khoa học đầu tiên năm 1934.